# بطولة أوروبا لألعاب القوى 2024 – رمي الرمح للسيدات
أقيمت مسابقة رمي الرمح للسيدات في بطولة أوروبا لألعاب القوى 2024 في ملعب أولمبيكو في روما، إيطاليا يومي 10 و11 يونيو.

## الأرقام القياسية
| الأرقام القياسية المسجلة قبل بطولة أوروبا لألعاب القوى 2024 | الأرقام القياسية المسجلة قبل بطولة أوروبا لألعاب القوى 2024 | الأرقام القياسية المسجلة قبل بطولة أوروبا لألعاب القوى 2024 | الأرقام القياسية المسجلة قبل بطولة أوروبا لألعاب القوى 2024 | الأرقام القياسية المسجلة قبل بطولة أوروبا لألعاب القوى 2024 |
| ----------------------------------------------------------- | ----------------------------------------------------------- | ----------------------------------------------------------- | ----------------------------------------------------------- | ----------------------------------------------------------- |
| الرقم القياسي العالمي                                       | باربورا شبوتاكوفا (جمهورية التشيك)                          | 72.28 متر                                                   | شتوتغارت، ألمانيا                                           | 13 سبتمبر 2008                                              |
| الرقم القياسي الأوروبي                                      | باربورا شبوتاكوفا (جمهورية التشيك)                          | 72.28 متر                                                   | شتوتغارت، ألمانيا                                           | 13 سبتمبر 2008                                              |
| الرقم القياسي للبطولة                                       | كريستين هوسونغ (ألمانيا)                                    | 67.90 مترًا                                                  | برلين، ألمانيا                                              | 10 أغسطس 2018                                               |
| الأفضل عالميًا                                               | فلور رويز (كولومبيا)                                        | 66.70 مترًا                                                  | كويابا، البرازيل                                            | 12 مايو 2024                                                |
| الرائدة في أوروبا                                           | فيكتوريا هدسون (AUT)                                        | 66.06 متر                                                   | آيزنشتات، النمسا                                            | 22 مايو 2024                                                |

## الجدول
جميع الأوقات بالتوقيت المحلي (UTC+2)
| تاريخ         | وقت   | الجولة   |
| ------------- | ----- | -------- |
| 10 يونيو 2024 | 10:25 | التصفيات |
| 11 يونيو 2024 | 21:36 | النهائي  |

## النتائج
| رموز واختصارات في رياضة ألعاب القوى |
| --- |
| \| NR : رقم وطني (رقم جديد في السجل الوطني) OR : رقم أولمبي (رقم جديد في السجل الأولمبي) PB : رقم شخصي (أفضل رقم شخصي) SB : أفضل أداء شخصي في الموسم (الأفضل في الموسم) WL : أفضل أداء عالمي لهذا العام (رائد عالمي) WR : رقم عالمي (رقم قياسي عالمي) ER : رقم قياسي أوروبي EL : أفضل نتيجة للموسم في أوروبا DNF: لم يكمل السباق DNS: لم يبدأ السباق DQ : استبعاد (عدم الأهلية) NM : لم يتم تسجيل أي اختبار صحيح (لا توجد علامة) Q : التأهل "مباشرة" إلى الجولة التالية (أو إلى المسابقة التالية)، خلال مسابقة كبرى بفضل الترتيب أو تحقيق الحد الأدنى q : التأهل إلى الجولة التالية (أو المسابقة التالية)، خلال مسابقة كبرى بفضل إعادة التصفيات أو تحقيق أحد أفضل العروض بين أولئك "غير المتأهلين بشكل مباشر" (بفضل أفضل وقت أو أفضل مسافة) x : محاولة فاشلة \| |
| NR : رقم وطني (رقم جديد في السجل الوطني) OR : رقم أولمبي (رقم جديد في السجل الأولمبي) PB : رقم شخصي (أفضل رقم شخصي) SB : أفضل أداء شخصي في الموسم (الأفضل في الموسم) WL : أفضل أداء عالمي لهذا العام (رائد عالمي) WR : رقم عالمي (رقم قياسي عالمي) ER : رقم قياسي أوروبي EL : أفضل نتيجة للموسم في أوروبا DNF: لم يكمل السباق DNS: لم يبدأ السباق DQ : استبعاد (عدم الأهلية) NM : لم يتم تسجيل أي اختبار صحيح (لا توجد علامة) Q : التأهل "مباشرة" إلى الجولة التالية (أو إلى المسابقة التالية)، خلال مسابقة كبرى بفضل الترتيب أو تحقيق الحد الأدنى q : التأهل إلى الجولة التالية (أو المسابقة التالية)، خلال مسابقة كبرى بفضل إعادة التصفيات أو تحقيق أحد أفضل العروض بين أولئك "غير المتأهلين بشكل مباشر" (بفضل أفضل وقت أو أفضل مسافة) x : محاولة فاشلة       |

### جولة التصفيات
معيار التأهل للجولة النهائية هي مسافة 60.50 مترًا أو تتأهل أفضل 12 لاعبة أداءً.
| المركز | المحموعة | الرياضية               | البلد          | #1    | #2    | #3    | النتيجة | ملاحظة |
| ------ | -------- | ---------------------- | -------------- | ----- | ----- | ----- | ------- | ------ |
| 1      | A        | ماري تيريز أوبست       | النرويج        | 61.45 |       |       | 61.45   | Q      |
| 2      | B        | ماريا أندريجسيك        | بولندا         | 57.76 | 60.61 |       | 60.61   | Q      |
| 3      | A        | أدريانا فيلاغوش        | صربيا          | 60.57 |       |       | 60.57   | Q      |
| 4      | B        | إيلينا تزينغو          | اليونان        | 60.48 | –     | –     | 60.48   | q, SB  |
| 5      | A        | فيكتوريا هدسون         | النمسا         | 58.73 | 60.15 | x     | 60.15   | q      |
| 6      | B        | ماريا فوتشينوفيتش      | صربيا          | 53.00 | 54.00 | 59.90 | 59.90   | q, SB  |
| 7      | A        | نيكولا أوغرودنيكوفا    | جمهورية التشيك | 54.12 | 58.52 | x     | 58.52   | q      |
| 8      | B        | لينا موزيه             | لاتفيا         | 58.42 | 56.33 | x     | 58.42   | q      |
| 9      | A        | كريستين هوسونغ         | ألمانيا        | 58.21 | 56.81 | 56.88 | 58.21   | q      |
| 10     | A        | سارا كولاك             | كرواتيا        | 56.60 | 57.52 | 57.73 | 57.73   | q      |
| 11     | A        | مارسيلينا فيتك         | بولندا         | 57.73 | x     | x     | 57.73   | q      |
| 12     | A        | أنيت سيتينا            | لاتفيا         | 53.32 | 56.19 | 57.71 | 57.71   | q      |
| 13     | B        | يولينميس أغيلار        | إسبانيا        | 54.89 | 57.27 | x     | 57.27   |        |
| 14     | B        | سيغريد بورغ            | النرويج        | 56.44 | x     | 55.95 | 56.44   |        |
| 15     | B        | جيدلي توجي             | إستونيا        | x     | x     | 56.43 | 56.43   |        |
| 16     | A        | مارتينا راتيج          | سلوفينيا       | 54.47 | 56.34 | 52.10 | 56.34   | SB     |
| 17     | B        | ليفيتا جاسيونايتيه     | ليتوانيا       | 55.20 | 55.85 | x     | 55.85   |        |
| 18     | B        | أندريا جيليزنا         | جمهورية التشيك | 52.11 | 48.20 | 55.57 | 55.57   |        |
| 19     | A        | أنغيلا ديوشي مورافتشيك | المجر          | 54.43 | 51.61 | 50.74 | 54.43   | SB     |
| 20     | B        | أدا توغسوز             | تركيا          | 53.29 | x     | 52.42 | 53.29   |        |
| 21     | B        | أني ليني ألانين        | فنلندا         | 50.25 | 53.03 | 49.18 | 53.03   |        |
| 22     | A        | فيديريكا بوتر          | إيطاليا        | 51.10 | x     | 52.99 | 52.99   |        |
| 23     | B        | انابيلا بوغدان         | المجر          | 51.69 | 52.91 | 52.06 | 52.91   |        |
| 24     | A        | بترا سيتشاكوفا         | جمهورية التشيك | 50.99 | 52.86 | 51.49 | 52.86   |        |
| 25     | B        | لوسيا سفيتانوفيتش      | كرواتيا        | 49.18 | 52.66 | 51.86 | 52.66   |        |
| 26     | B        | يانا ماري لوكا         | ألمانيا        | x     | 52.54 | 51.62 | 52.54   |        |
| 27     | B        | ياتا ماري ياسكيلاينن   | فنلندا         | 48.87 | 52.50 | 51.96 | 52.50   |        |
| 28     | A        | إسراء توركمين          | تركيا          | 52.05 | 49.80 | 48.72 | 52.05   |        |
| 29     | A        | ساني إركولا            | فنلندا         | 47.92 | 47.20 | 51.36 | 51.36   |        |
| 30     | A        | إيفانا ديوريتش         | صربيا          | 50.23 | 49.96 | x     | 50.23   |        |

### النهائي
بدأت المباراة النهائية يوم 11 يونيو الساعة 21:36.
| المركز | الرياضية            | البلد          | #1    | #2    | #3    | #4    | #5    | #6    | النتيجة | ملاحظة    |
| ------ | ------------------- | -------------- | ----- | ----- | ----- | ----- | ----- | ----- | ------- | --------- |
| الأول  | فيكتوريا هدسون      | النمسا         | 64.62 | 60.35 | x     | 61.75 | 62.74 | 59.55 | 64.62   |           |
| الثاني | أدريانا فيلاغوش     | صربيا          | 58.16 | 58.09 | 64.42 | 57.96 | 57.16 | 55.91 | 64.42   | EU23L, NR |
| الثالث | ماري تيريز أوبست    | النرويج        | 58.89 | 59.90 | 63.50 | 60.28 | 59.40 | x     | 63.50   | PB        |
| 4      | كريستين هوسونغ      | ألمانيا        | 61.92 | x     | 59.07 | 57.40 | x     | 58.43 | 61.92   | SB        |
| 5      | نيكولا أوغرودنيكوفا | جمهورية التشيك | 55.60 | x     | 58.94 | 61.78 | 57.24 | 59.18 | 61.78   | SB        |
| 6      | إيلينا تزينغو       | اليونان        | 54.46 | 59.46 | 54.03 | x     | x     | x     | 59.46   |           |
| 7      | أنيت سيتينا         | لاتفيا         | x     | 58.72 | x     | x     | x     | 59.34 | 59.34   |           |
| 8      | لينا موزيه          | لاتفيا         | 55.84 | 58.58 | x     | 55.89 | x     | –     | 58.58   |           |
| 9      | ماريا فوتشينوفيتش   | صربيا          | x     | 58.30 | 57.12 |       |       |       | 58.30   |           |
| 10     | ماريا أندريجسيك     | بولندا         | 58.29 | 55.73 | x     |       |       |       | 58.29   |           |
| 11     | سارا كولاك          | كرواتيا        | x     | x     | 55.90 |       |       |       | 55.90   |           |
| 12     | مارسيلينا فيتك      | بولندا         | 54.92 | 52.57 | 55.42 |       |       |       | 55.42   |           |